# Morro d'Alba
Morro d'Alba è un comune italiano di 1 805 abitanti della provincia di Ancona nelle Marche.

## Geografia fisica
Il comune di Morro d’Alba è uno dei comuni della provincia di Ancona ed ha una superficie di 19,12 km². Si trova situato su di un colle a 199 metri di altitudine posto ad una distanza intermedia tra i centri di Jesi e Senigallia e dunque tra le valli dei fiumi Esino e Misa che percorrono rispettivamente le due città. La distanza stimata dal mare è di circa 10 chilometri e si può ben scorgere dal panorama offerto dal castello che mostra proprio l’esempio del paesaggio tipico delle Marche dove le coltivazioni ordinate e i colori cangianti secondo le stagioni sfumano fino all’azzurro del mare da una parte, mentre sullo sfondo opposto la catena degli Appennini fa da cornice. 

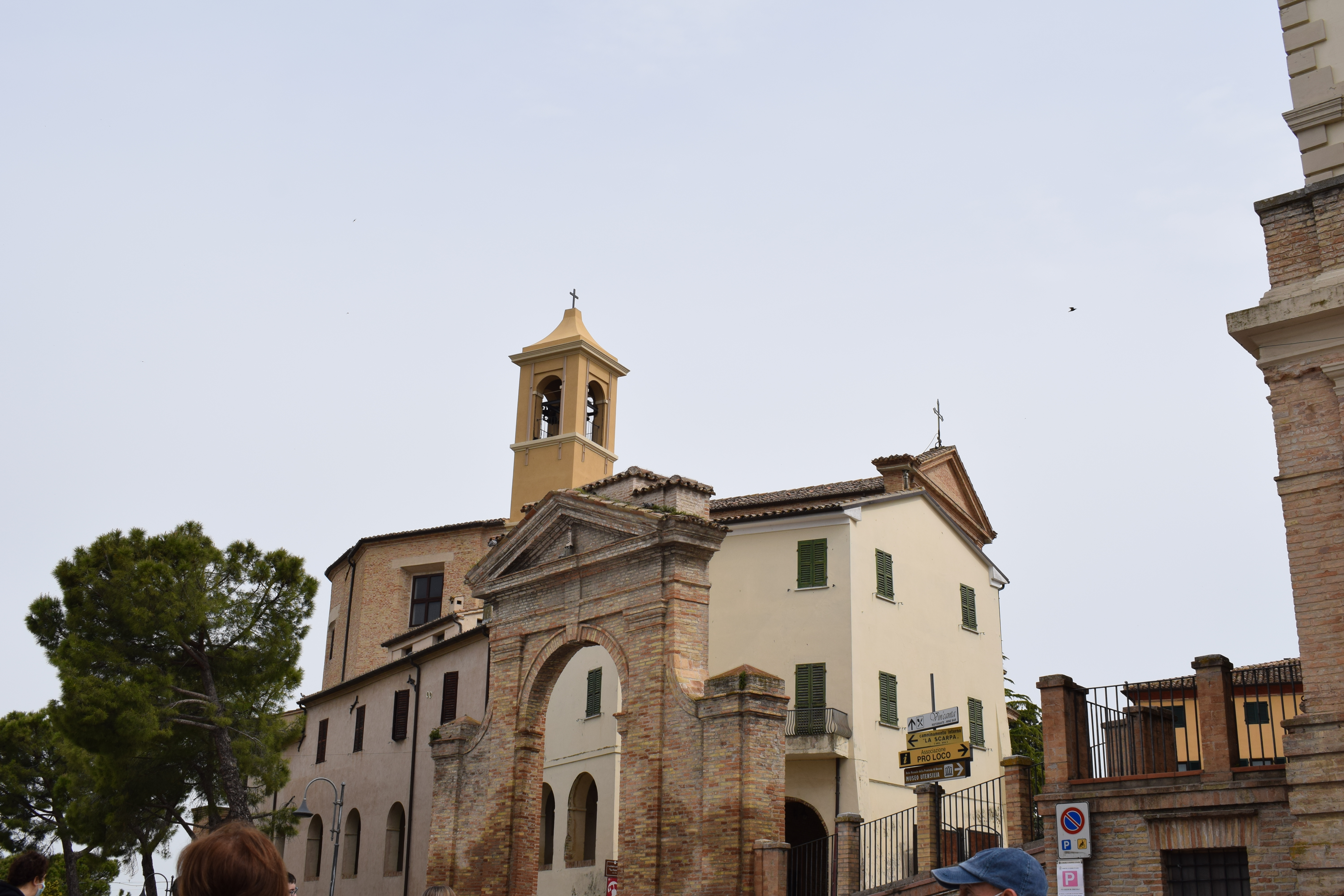

Il comune è parte dei Castelli di Jesi e della Valle del Triponzio, uno dei maggiori affluenti del fiume Esino. Proprio la presenza dell’acqua infatti ha reso possibile la formazione dei primi insediamenti in questi territori. Molti sono infatti i pozzi, rinvenuti anche negli ambienti ipogei del castello, e molte sono le fonti come la Fonte del Re che era una fonte che si trovava nei pressi della frazione di Sant’Amico dove probabilmente si sono stanziate le prime comunità e che trae il nome dalla scoperta del medaglione de re dei Goti Teodorico risalente probabilmente al 500 e che si trova oggi al Museo Nazionale Romano. La presenza di Goti e Longobardi è inoltre attestata in alcuni toponimi e nel culto di San Michele Arcangelo, tutt’oggi patrono del paese e rappresentato anche nello stemma del comune.

## Storia
Morro d'Alba ha origini lontanissime. La sua esistenza storica è accertata intorno all'anno Mille, quando compare come Curtis in un atto imperiale di Federico I. Ma le sue campagne, le zone dell'attuale territorio comunale, risultavano già abitate in epoca romana. Ad attestarlo è un medaglione aureo che riporta la scritta ricostruita "Theodoricus pius princeps invictus semper", rinvenuto in una tomba a Sant'Amico, nelle vicinanze del paese e oggi conservato presso il Museo delle Terme di Roma. Il toponimo sembra ricordare la "mora" o cippo di confine sull'"alba" o colle, che segnava la separazione tra i comitato medievali di Jesi e di Senigallia.
Compare invece come Castrum in un altro atto del 1213, quando Senigallia è costretta a cedere Morro d'Alba al vicino comune di Jesi. Entrerà così a far parte del contado della Respublica Aesina, e ne seguirà tutte le sorti storiche. Nel 1326, Morro d'Alba viene assediata dalle milizie di Fabriano, e nel 1365 le mura devono essere ricostruite, forse a causa dei danni subiti da una incursione dei banditi della "Compagnia Maledicta" di Fra Moriale. Nel 1481 subisce diverse incursioni degli Anconetani.
Soltanto nel 1808, con il Regno Napoleonico, viene definitivamente sottratta al comune di Jesi; è poi nel 1860, con l'unità d'Italia, che Morro d'Alba entra a far parte della provincia di Ancona. Proprio questo avvenimento comportò, nel 1862, l'aggiunta del termine Alba al nome del paese, per evitare delle confusioni con altre località del Regno.
Il 14 novembre 1949 a Morro d'Alba nasce il pittore Enzo Cucchi, esponente della Transavanguardia italiana. Nelle sue opere rimarrà sempre il ricordo delle natie Marche e del Mare Adriatico.
Il 23 ottobre 2016 dopo un referendum consultivo Morro d'Alba respinge fortemente la proposta di fusione per incorporazione con Senigallia.

### Simboli
Lo stemma è stato riconosciuto con DPCM del 15 maggio 1957.
 Lo scudo è accompagnato dal motto latino Ut custodiat te.
Il gonfalone, concesso con DPR dell'8 novembre 1957, è un drappo di azzurro.

## Monumenti e luoghi d'interesse
Il comune di Morro d’Alba fa parte dell’associazione Borghi più belli d'Italia ed è uno dei borghi più suggestivi delle Marche; questo conserva ad oggi numerose testimonianze del suo passato quali la cinta muraria e il camminamento interno "La Scarpa", i sotterranei, il Palazzo comunale, la chiesa di San Gaudenzio e quella della Santissima Annunziata.

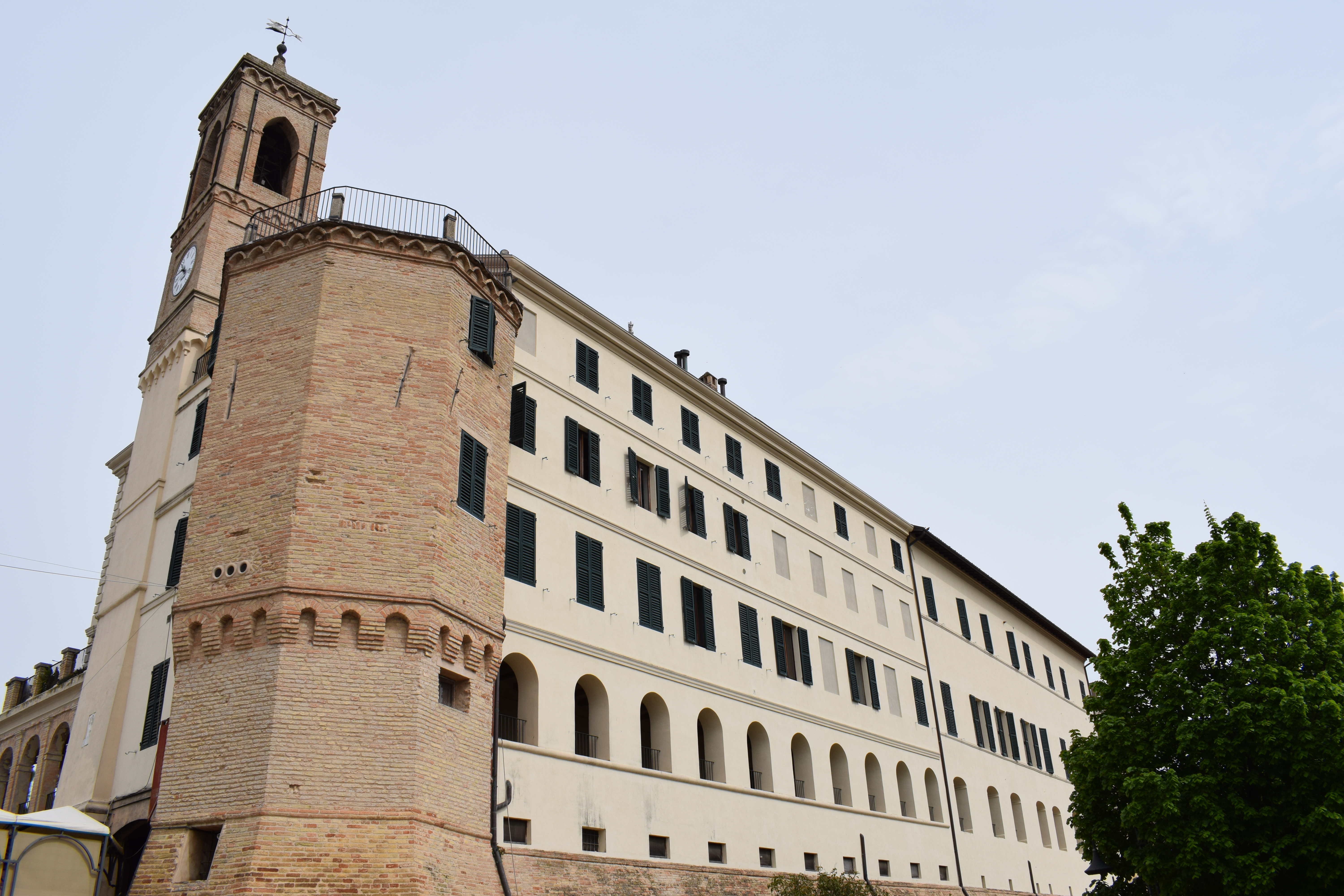

### Architetture religiose

#### Chiesa di San Gaudenzio

Chiesa di San Gaudenzio Morro d'Alba

La chiesa di San Gaudenzio è collocata all’interno delle mura e caratterizzata da ricchissime decorazioni parietali e da un pavimento in pietra del Furlo bianca e rosa. Al suo interno sono presenti diverse tele tra cui un esemplare di Ultima Cena (1735) appartenente a Giovanni Francesco Ferreri e Il battesimo di Gesù (1941) di Ciro Pavisa che è una copia dell’omonima tela eseguita da Andrea Verrocchio con alcuni suoi collaboratori tra cui Leonardo da Vinci.

#### Chiesa della Santissima Annunziata
La chiesa della Santissima Annunziata venne eretta nel 1670 ed era nota alla popolazione come chiesa di Santa Teleucania, poiché qui nel 1819 i fratelli don Angelo e don Francesco Remedi avevano esposto al pubblico le reliquie della santa martire ottenute a Roma. Oggi è usata come auditorium nel quale si organizzano congressi, concerti e mostre.

### Architetture civili

#### Camminamento "La Scarpa"

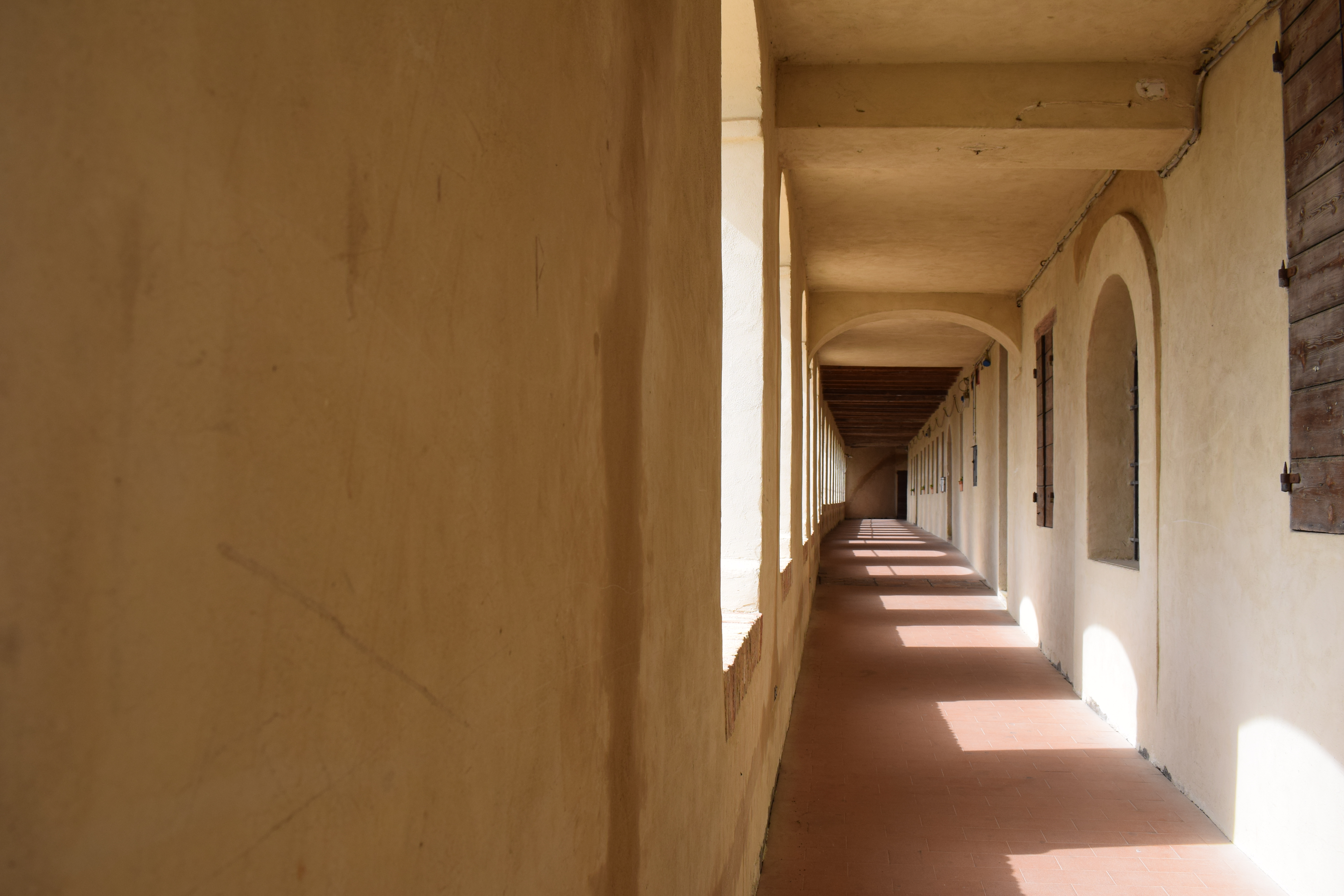

Il camminamento ‘La Scarpa’ definisce la peculiarità del borgo stesso racchiudendolo all’interno delle sue mura. Si tratta dell’antica fortezza medievale costruita proprio a scopo difensivo probabilmente già dal XIII secolo e che nel tempo ha subito numerose modifiche riscontrabili ancora oggi sulla struttura.

#### Palazzo Comunale
Il Palazzo Comunale si trova all'interno del castello ed è stato realizzato tra 1763 e 1775. Nella sua sala consiliare sono presenti oltre che dei semibusti dedicati ai benefattori della città, anche alcune opere di autore ignoto quali la 'Vergine immacolata tra San Michele Arcangelo e San Benedetto' e 'San Michele Arcangelo e il demonio', entrambe risalenti alla fine del XVII secolo. Vi è anche una pala d’altare di Claudio Ridolfi, pittore di origine veneta attivo nelle Marche che si chiama 'Incoronazione della Vergine e i santi Francesco Bonaventura, Michele Arcangelo, Domenico Giuseppe' del 1630 circa.

#### Museo Utensilia
È ubicato presso "La Scarpa" che non è altro che il vecchio camminamento di ronda della fortezza. Il Museo si trova in questa sede dal 2008 ed espone una collezione ragionata di oggetti appartenenti alla cultura mezzadrile, che ha caratterizzato questo territorio per anni. Venne inaugurato nel 1986 per volontà di Sergio Anselmi allora direttore del museo di storia della Mezzadria di Senigallia ed era allestito presso i locali dell’ex scuola media di Morro d’Alba. 
Ad oggi è composto da otto sale situate negli ambienti del castello. In una di queste sale vi è un cannone di bottega napoletana fuso nel 1851 e che venne conquistato in battaglia dal Re Vittorio Emanuele II contro Carlo III di Borbone. Si trova qui perché è stato donato dal Museo storico nazionale dell'artiglieria di Torino nel 1862 per far esercitare la locale Guardia Nazionale nonché poi anche per festeggiare qualche ricorrenza. Oggi è ospitato in questi ambienti perché non venne donato a titolo gratuito, bensì in cambio della cessione da parte del Comune di Morro d’Alba al Museo dell’Artiglieria di Torino della più antica bombarda italiana nota fino ad oggi, realizzata in un unico pezzo di ferro battuto, risalente probabilmente al XIV secolo e rinvenuta proprio qui durante i lavori di recupero delle grotte assieme a tre mascoli.

### Eventi
Numerose sono le tradizioni e le manifestazioni di Morro d'Alba tra cui si ricordano: 
- la “Sagra del Lacrima” in occasione della prima domenica di maggio. Sono allestiti stand gastronomici, è possibile degustare il vino DOC Lacrima di Morro d’Alba.
- la festa tipica del borgo ossia il “Cantamaggio” che si tiene la terza domenica di maggio. In piazza viene piantato l’albero del maggio e gruppi di cantori del paese e dei dintorni portano di casa in casa il canto rituale di questua che si conclude con la danza del saltarello e l’offerta di doni alimentari da parte dei padroni di casa. La festa termina il 31 maggio con il rogo dell’albero in piazza.
- il 10 agosto si tiene la manifestazione “Calici di Stelle”, promossa dall’Associazione Nazionale Città del Vino, di cui Morro d’Alba fa parte, durante la quale si possono gustare il Lacrima e altri prodotti gastronomici locali morresi, assistendo ad intrattenimenti musicali
- il terzo sabato e la terza domenica di ottobre si tiene la “Festa del Lacrima e del Tartufo di Acqualagna” con stand gastronomici a tema, intrattenimenti musicali e varie attività.

Il comune di Morro d’Alba è inoltre dotato di aree camper e altre strutture ricettive ed è attraversato da diversi tipi di itinerari turistico-culturali realizzati nell’ambito dell’iniziativa Leader quali: la via del sole che partendo da Jesi tocca vari centri collinari, i cui campi esposti a mezzogiorno favoriscono la coltura della vite e la produzione di pregiati vini DOC, tra cui il Lacrima stesso; due differenti percorsi per gli appassionati di mountain bike; un itinerario dedicato a passeggiate a cavallo e infine l’itinerario storico-culturale che tocca i più interessanti siti storici, architettonici, artistici e museali della zona.

## Società

### Evoluzione demografica
Abitanti censiti

## Economia

### Prodotti tipici
Il più famoso prodotto di questo paese sulle colline marchigiane è la Lacrima di Morro d'Alba, vino di una certa importanza nella regione e in Italia. Deve il suo nome alla particolare goccia (chiamata appunto lacrima) che fuoriesce dal grappolo d'uva quando essa giunge a maturazione.

## Amministrazione
| Periodo          | Periodo          | Primo cittadino         | Partito                              | Carica  | Note   |
| ---------------- | ---------------- | ----------------------- | ------------------------------------ | ------- | ------ |
| 14 luglio 1989   | 30 novembre 1994 | Daniela Chiappa Ronconi | Indipendente                         | Sindaco | [ 20 ] |
| 21 novembre 1994 | 30 novembre 1998 | Daniela Chiappa Ronconi | Lista civica                         | Sindaco | [ 20 ] |
| 30 novembre 1998 | 27 maggio 2003   | Enrico Ciarimboli       | Lista civica                         | Sindaco | [ 20 ] |
| 27 maggio 2003   | 15 aprile 2008   | Simone Spadoni          | Lista civica                         | Sindaco | [ 20 ] |
| 15 aprile 2008   | 27 maggio 2013   | Simone Spadoni          | Impegno civile progresso democratico | Sindaco | [ 20 ] |
| 27 maggio 2013   | 11 giugno 2018   | Alberto Cinti           | Progresso democratico                | Sindaco | [ 20 ] |
| 11 giugno 2018   | 14 maggio 2023   | Enrico Ciarimboli       | Morro d'Alba comune                  | Sindaco | [ 20 ] |
| 15 maggio 2023   | in carica        | Enrico Ciarimboli       | Morro d'Alba comune                  | Sindaco | [ 20 ] |

## Sport
La squadra di calcio del paese era l'Union Morro d'Alba. La società si è fusa con le vicine e rivali San Marcello e Belvederese per formare il Terre del Lacrima, che milita in Seconda Categoria.
A Morro d'Alba è inoltre presente una squadra di pallavolo, la Società Sportiva Volley 3.